# 2022年亚洲运动会叙利亚代表团
2022年亚洲运动会叙利亚代表团是叙利亚所派出的，參加因2019冠狀病毒病疫情而延期至2023年舉辦的第19屆亞洲運動會的代表團。这是该国第十一次参加亚洲运动会。该国男子奥林匹克足球队原计划参加该届亚运，但后来在赛前宣布退赛。时任叙利亚总统巴沙尔·阿萨德在亚运前受邀抵达杭州出席开幕式，这是他19年来首次到访中国。代表团开幕式旗手由拳击运动员艾哈迈德·古松担任，他在后面的正赛当中获得男子80公斤级铜牌，这也是叙利亚队在该届亚运获得的唯一一枚奖牌。

## 参赛人数
| 项目 | 男子 | 女子 | 总计 |
| ---- | ---- | ---- | ---- |
| 田徑 | 1    | 0    | 1    |
| 拳擊 | 2    | 0    | 2    |
| 馬術 | 2    | 0    | 2    |
| 角力 | 2    | 0    | 2    |
| 總計 | 7    | 0    | 7    |

## 奖牌获得者
| 奖牌 | 运动员        | 项目 | 赛事         | 日期    |
| ---- | ------------- | ---- | ------------ | ------- |
| 銅牌 | 艾哈迈德·古松 | 拳擊 | 男子80公斤級 | 10月4日 |